# 兒童天地
《兒童天地》是台灣的自然科學主題兒童電視節目，《民生報》及其所屬民聲文化傳播公司製作、中國電視公司監製、中視頻道播出。自1981年7月3日開播至2005年結束，播出長達24年，換過8位主持人，總計播出千餘集，堪稱臺灣電視史上最長壽的兒童節目之一。《民生報》每星期刊登節目內容，播出後中視文化公司發行錄影帶。

## 概要

### 起源
《兒童天地》最初由《民生報》文化組記者沈應堅、廖俊傑及編劇徐馥策畫，《民生報》與光啟文教視聽節目服務社聯合製作，並延聘北師附小教師王保玲擔任主持人，每週至少帶領20名學童到戶外參與活動，從實作中學習。

### 節目特色

#### 從科學到人文元素
《兒童天地》節目開播之初，以科學益智為訴求，兩年內就有150名學者專家及近百位教育人員參與節目的策畫與製作。1990年代臺灣愈來愈講究鄉土教育，《兒童天地》也由原先的科學益智取向，逐漸加強人文元素。

#### 外景拍攝
《兒童天地》是臺灣最早的外景兒童節目，曾於1985年首開先例，由《北美世界日報》贊助至美國聖地牙哥動物園出外景；又曾於1987、1992年分別製播馬祖及金門專題。

#### 主持人搭檔：從小鏡頭到小皮
為求活潑，1980年代末期《兒童天地》由畫外的「小鏡頭」與主持人對話。隨著1990年代娛樂型態愈來愈豐富，節目於1991年8月1日轉變播出形態，導入雄性台灣獼猴玩偶小皮（由敖冰欣配音），與主持人搭檔。小皮相當受兒童歡迎，甫加入節目一年就被小朋友摸到禿頭而必須維修，甚至曾發生主持人下班帶牠去買麵包果腹卻被店主小孩纏上難以脫身的窘境。2000年代初期，節目又加入雌性獼猴玩偶寶妹（設定為小皮的妹妹），並將偶戲改於攝影棚內攝製，再與主持人外景合成。

#### 與民生報兒童天地版合作
由於《兒童天地》為聯合報系《民生報》所製作，非但新聞時常見報，與該報「兒童天地」版面也有密切合作關係。
為配合播出，《民生報》特別將其「兒童天地」的彩色版改於每週四和週日刊出，並於每週四刊載相關報導。「兒童天地版」曾於1983年以第一代主持人王保玲之名，推出專欄「王姊姊信箱」。該版面衍生雜誌《民生兒童天地周刊》舉辦小讀友兒童節聯歡會時，亦曾請《兒童天地》第二代主持人鄺小萍主持。

## 製作名單

### 工作人員
- 策畫：沈應堅、張宏葦
- 製作人：王效蘭
- 執行製作：宋晶宜、郭俊良等
- 主持人：王保玲、鄺小萍、周慧婷、陳嘉珍、劉啟南、陳延菁、鄭立婷、沈淑蘋、黃純慧
- 導演：李海燕等
- 編劇：王穎等
- 編審：張宗月、黃宗倫等
- 攝影：邱隆聰、林熙超等
- 配音：敖冰欣（小皮）
- 動畫製作：吳敦銓、萬岳偉等
- 布偶設計：姚國忠
- 操偶：王偉民、主持人等
- 製作：民生報、民聲文化傳播公司（初期與光啟社合製[5]）
- 監製：中國電視公司

### 主持人變遷
- 1981年7月3日至1984年：王保玲[1][21]
- 1984年至1988年：鄺小萍[7]
- 1988年9月1日至1990年6月：周慧婷[22]
- 1990年7月5日至1991年7月：陳嘉珍[23]
- 1991年8月1日至1992年：劉啟南[11]
- 1992年至1997年：陳延菁[24]
- 1997年至1998年：鄭立婷
- 1998年5月6日至2000年12月：沈淑蘋[25][26]
- 2001年起：黃純慧[16]

## 播出發行

### 中視首播時段
- 1981年7月：每週五下午6時25分[1]
- 1981年8月起：每週四下午6時整[17]
- 1992年：每週四下午5時30分[27]
- 1993年：每週四下午5時整[28]
- 1994年7月：每週四下午4時30分[29]
- 1994年10月：每週四下午5時整[30]
- 1996年：每週三下午5時整[31]

### 海外播映
《兒童天地》曾外售香港衛視中文台 、新加坡HUB娛家戲劇台播出。

### 影音出版
《兒童天地》於1984、1988年推出錄影帶，中視文化公司發行。2002年推出VCD，製作單位曾於同年的公益活動中義賣本節目VCD光碟。

## 獎項
- 1983年行政院新聞局71年下半年優良兒童電視節目第二名[18][註 2]
- 1983年金鐘獎 最佳電視兒童節目[39][40]
- 1983年西班牙希洪影展（英语：Gijón International Film Festival）特別獎[41]
- 1983年行政院新聞局72年上半年優良電視兒童節目第一名[42]
- 1983年（臺灣）十大電視節目（台視文化公司主辦之票選）[43]
- 1984年行政院新聞局72年下半年優良電視兒童節目優等獎[44]
- 1985年行政院新聞局73年下半年自製優良兒童節目優等獎[45]
- 1985年金鐘獎 最佳電視兒童節目獎、最佳電視兒童節目主持人獎（王保玲）[21][46][47]
- 1986年行政院新聞局74年下半年優良電視兒童節目評選最佳獎[48]
- 1986年金鐘獎 最佳電視兒童節目[49][50]
- 1987年行政院新聞局75年優良電視兒童節目優等製作獎[51]
- 1987年行政院新聞局76年優良電視兒童節目優等製作獎[52]
- 1988年行政院新聞局77年優良電視兒童節目最佳製作獎[53]
- 1990年行政院新聞局78年優良電視兒童節目優等製作獎[54]
- 1991年行政院新聞局79年優良電視兒童節目優等製作獎[55]
- 1991年金鐘獎 最佳兒童節目獎入圍[56]
- 1991年行政院新聞局80年優良電視兒童節目優等製作獎[57]
- 1992年金鐘獎 最佳兒童節目獎[58][59]
- 1995年行政新聞局82年優良電視兒童節目優等製作獎[60]
- 1995年行政新聞局83年優良電視兒童節目優等製作獎[61][62]
- 2001年行政院新聞局 89年優良電視暨廣播兒童節目評選入圍[63][註 3]

## 附註
1. ↑  一說1981年8月6日開播[3]；但據1981年7月3日報載[1]，本節目確為當日開播。
2. ↑  同一年度教育部核定社教有功團體及個人，《民生報》亦因製作《兒童天地》推廣科學教育有成而榜上有名。[38]
3. ↑  《民生報》發行人王效蘭因贊助本節目20年而獲頒該屆特別貢獻獎。[64]

## 出處
1. 1 2 3 4 5  , 民生報, 1981-07-03
2. ↑  徐振興等,  (PDF), 國家通訊傳播委員會100年度委託研究報告, 2011-12-31  [2019-10-23], （原始内容存档 (PDF)于2019-10-23）
3. 1 2  李秀美. . 《媒體識讀教育月刊》第20期 (媒體識讀教育基金會). 日期不詳  [2016-02-06]. （原始内容存档于2016-02-10）. （民國）七十年代的兒童節目可稱道的變革之一是開始重視科學教育，其中以中視「兒童天地」最為人所熟知。該節目與民生報合作，採外景報導，以科學和生態為主題，民國七十年八月六日播出第一集迄今，節目存量近千集。節目內容每周在民生報刊登，播出後由中視文化公司發行節目錄影帶，帶動國內兒童節目經營上的另一範例，這也是該節目能長存的主因。
4. 1 2 3 4  鄭朝陽, , 民生報, 2006-11-30
5. 1 2 3  , 民生報, 1981-07-02
6. ↑  王蘭芬, , 民生報, 1994-09-16
7. 1 2  黃人強, , 民生報, 1985-01-15
8. ↑  中央社, , 民生報, 1987-06-04
9. ↑  鄭士榮, , 民生報, 1992-07-08
10. ↑  王祖壽、尚孝芬, , 民生報, 1990-12-01
11. 1 2  李韶明, , 民生報, 1991-07-31
12. ↑  林香君, , 民生報, 1992-03-18
13. ↑  歐銀釧, , 民生報, 1992-11-25
14. ↑  林香君, , 民生報, 1992-04-29
15. ↑  , 民生報, 1991-10-24
16. 1 2  民聲文化傳播公司, , 兒童天地, 2002-11-18
17. 1 2  , 民生報, 1981-07-31
18. 1 2  , 民生報, 1983-01-27
19. ↑  中央社, , 民生報, 1983-01-06
20. ↑  , 民生報, 1987-04-04
21. 1 2  , 聯合報, 1985-03-25
22. ↑  , 民生報, 1988-09-01
23. ↑  尚孝芬, , 民生報, 1990-07-05
24. ↑  鄭士榮, , 民生報, 1992-11-13
25. ↑  李德珍, , 民生報, 1998-05-06
26. ↑  , 民生報, 2000-12-13
27. ↑  林香君, , 民生報, 1992-01-30
28. ↑  , 民生報, 1993-10-28
29. ↑  , 民生報, 1994-07-07
30. ↑  　王蘭芬, , 民生報, 1994-10-06
31. ↑  , 聯合報, 1996-11-06
32. ↑  , 聯合報, 1992-01-08
33. ↑  　鄭士榮, , 民生報, 1994-06-28
34. ↑  , 民生報, 1984-08-08
35. ↑  , 民生報, 1988-09-01
36. ↑  , 民生報, 1991-07-31
37. ↑  , 聯合報, 2002-10-25
38. ↑  , 民生報, 1982-10-29
39. ↑  , 民生報, 1983-03-27
40. ↑  , 文化部影視及流行音樂產業局,   [2019-10-24], （原始内容存档于2019-10-01）
41. ↑  　沈應堅, , 民生報, 1983-07-06
42. ↑  , 民生報, 1983-09-03
43. ↑  , 民生報, 1983-12-22
44. ↑  , 民生報, 1984-01-12
45. ↑  , 聯合報, 1985-03-14
46. ↑  , 文化部影視及流行音樂產業局,   [2019-10-24], （原始内容存档于2019-09-29）
47. ↑  , 文化部影視及流行音樂產業局,   [2019-10-24], （原始内容存档于2019-09-29）
48. ↑  , 聯合報, 1986-01-12
49. ↑  , 民生報, 1986-03-23
50. ↑  , 文化部影視及流行音樂產業局,   [2019-10-24], （原始内容存档于2019-09-29）
51. ↑  , 聯合報, 1987-01-23
52. ↑  , 民生報, 1987-12-30
53. ↑  , 民生報, 1988-12-29
54. ↑  , 民生報, 1990-02-23
55. ↑  　尚孝芬, , 民生報, 1991-02-10
56. ↑  　尚孝芬, , 民生報, 1991-04-25
57. ↑  , 民生報, 1991-12-29
58. ↑  　尚孝芬, , 民生報, 1992-07-11
59. ↑  , 文化部影視及流行音樂產業局,   [2019-10-24], （原始内容存档于2019-09-29）
60. ↑  　陳民峰, , 民生報, 1994-02-05
61. ↑  　鄭士榮, , 民生報, 2001-07-15
62. ↑  , 民生報, 2001-07-15
63. ↑  　吳啟綜, , 民生報, 2001-06-15
64. ↑  　吳光中, , 民生報, 2001-07-15
65. 李韶明, , 民生報, 1991-07-31
66. 李韶明, , 民生報, 1991-10-24

## 外部連結
- 互联网电影数据库（IMDb）上《兒童天地》的资料（英文）